# Elco AG
Die ELCO AG in Brugg ist ein Schweizer Unternehmen der Papierindustrie. Elco beschäftigt am Standort Brugg 300 Mitarbeitende und erwirtschaftete zuletzt einen Umsatz von ungefähr 40 Millionen Schweizer Franken (2019). Seit 2006 gehört das Unternehmen zur Wipf Holding.

## Geschichte

Werbeplakat, 1942

Das Unternehmen hatte in einem von Samuel Frey gegründeten Betrieb einen Vorläufer. 1884 gründete er die Dütenfabrik Freya am Fusse des Fischerhübels im Ortsteil Kirchdorf in Gontenschwil. Er beschäftigte mehrere Dutzend Arbeiter, welche in händischen Prozessen Papiertüten für die umliegenden Geschäfte sowie auch für die Tabakindustrie fertigten. 1892 trat Geschäftspartner Hermann Wiederkehr-Schmid in die Unternehmung ein. Diese firmierte jetzt als Frey & Wiederkehr als Kollektivgesellschaft. Die Produktpalette wurde auf Papierumschläge, Druckerei und Papeterie ausgeweitet, und die händische Produktion wurde durch die maschinelle Fertigung abgelöst. 
1904 expandierte das Unternehmen als Frey, Wiederkehr & Co nach Zürich. Im Werd mietete man zunächst Räumlichkeiten, diese wurden aber bald zu klein, und die Produktionsstätte Webergasse 5–7 wurde gebaut und 1907 bezugsbereit. Zu den wichtigsten Kunden gehörten die NZZ und der Tagesanzeiger. Die Gesellschaft beschäftige zu Spitzenzeiten 150–200 Mitarbeitende in Zürich und Gontenschwil. 1919 wurde die Familienaktiengesellschaft Frey, Wiederkehr & Co AG gegründet. Diese existiert bis heute unter dem Namen FWC Verwaltungs AG und bewirtschaftet die Liegenschaften im Kreis 5, welche sich im Privatbesitz der Familie Gassmann befinden.
Nach internen Differenzen im Zuge der künftigen Unternehmensführung trennten sich die Familien Wiederkehr und Frey im Jahre 1932. Victor Frey, der Sohn des Gründers, zog sich danach in diverse Verwaltungsräte zurück und blieb stiller Teilhaber. 
Ab den 1960er Jahren erfolgten zahlreiche Fusionen der Produktionssparten einiger verarbeitenden Betriebe. 1969 wurde das Unternehmen Schaller & Co AG zur Schaller Frewi AG. 1994 fusionierten die Schaller Frewi AG und Seetal Papier AG zur Seetal Schaller AG. 2007 wurden die Seetal Schaller AG und die Elco Papier AG zur Seetal Elco AG fusioniert. Danach wurde die Marke Elco auf weitere Produkte erweitert (Ordo, Schulhefte und Schreib- und Notizblöcke). 
Seit 2006 gehört das Unternehmen zur Wipf Holding AG.

## Produkte
Elco AG ist auf die Herstellung von Briefumschlägen, Papieren und Karten, Schreib- und Notizblöcken und Hefte sowie Mappen spezialisiert. Darüber hinaus bietet das Unternehmen Lösungen und Dienstleistungen im Bereich der Direktwerbung.